# 平茶鎮
平茶鎮（へいちゃちん）は中華人民共和国湖南省懐化市靖州ミャオ族トン族自治県の鎮。

## 行政区画
- 平茶社区
- 平茶村
- 新山村
- 棉花村
- 馬路口村
- 小岔村
- 沙壩村
- 官団村
- 鉄爐村
- 地祥村
- 江辺村

## 歴史
1950年、平茶郷を設立。1994年、平茶鎮に昇格。

## 経済

### 名物・特産品
- 金
- マンガン
- アンチモン
- ミネラルウォーター

## 地理
平茶鎮は靖州ミャオ族トン族自治県西南部に位置し、東北は藕団郷と、西及び南は貴州省黎平県と、東は新廠鎮とそれぞれ接している。
- 山：玉華山（1107メートル）

## 交通

### 道路
- 省道S222